# Стратегія в реальному часі

Стратегія в реальному часі Age of Empires III

Страте́гія в реа́льному ча́сі (англ. real-time strategy, RTS) є піджанром стратегічних відеоігор, у яких гравець і противник (комп'ютер чи інший гравець) виконують дії одночасно, а не по черзі, як у покрокових стратегіях.
Стратегії в реальному часі зазвичай відтворюють військові дії та розбудову військових баз для здобуття перемоги над противником, мають специфічний інтерфейс. Їм притаманні численні ігрові умовності, такі як врівноваження можливостей протиборчих сторін, нереалістично короткі терміни проведення боїв і будівництва.
Хоча деякі інші жанри ігровим процесом подібні до RTS та вимагають стратегічного мислення від гравця, наприклад, симулятори містобудування, вони не вважаються стратегіями в реальному часі.

## Особливості
Більшість «класичних» стратегій в реальному часі мають такі елементи:
- Збір ресурсів за допомогою спеціалізованих робітників, техніки і/або будівель. У деяких іграх, як Warhammer 40,000: Dawn of War, Star Wars: Empire at War, Company of Heroes, ресурси не збираються, а генеруються автоматично спеціальними точками, які потрібно попередньо захопити.
- Будівництво бази (табору), в якому існують різні типи будівель, які забезпечують отримання ресурсів, армії, та впровадження вдосконалень. Характерною особливістю стратегій в реальному часі є умовність часу будівництва. Цей процес займає лічені секунди або хвилини.
- Створення армії та експансія з метою захоплення нових джерел ресурсів, знищення противника, виконання сюжетного завдання. Як і з будівництвом, на замовлення або конструювання бойових одиниць затрачаються секунди чи хвилини. Сам процес отримання військ також умовний. До прикладу, військовий завод може виробляти десятки танків, хоча не показується як до нього доставляються деталі.
- Атака противника з метою перехоплення доступу до ресурсів та/або знищення його армії і табору.

Крім того, існує чимало стратегічних ігор, ігровий процес яких істотно відрізняється від класичного. Будучи успішними, такі ігри виділяються в окремі піджанри. Наприклад, у ряді ігор не передбачено будівництво баз (Z, Myth, Ground Control, Warhammer: Mark of Chaos, World in Conflict, ігри серії Протистояння, Warhammer 40,000: Dawn of War II). Такі ігри здебільшого роблять акцент на тактиці, вони вимагають від гравця дбайливіше ставитися до підлеглих йому загонів. Інші ігри, навпаки, зосереджують увагу гравця на економічному елементі, переводячи бій з противником на другий план. Прикладами таких економічних стратегій є серія ігор The Settlers і Zeus: Master of Olympus.
Також існують стратегії зі значними домішками інших жанрів (наприклад, симулятор бога Dungeon Keeper з елементами 3D-шутера або Lords of the Realm II й Total War), які поєднують елементи глобальної покрокової стратегії з тактичними битвами в реальному режимі).

## Ігровий процес

Ігровий процес RTS на прикладі Command & Conquer 3: інтерфейс, поле з ресурсами, база і війська

У типовій стратегії в реальному часі екран поділяється на зону, де відображаються ігровий світ, підрозділи та будівлі, і інтерфейс управління, що містить кнопки команд, показники стану підконтрольних об'єктів, часто «радар» або «міні-карту» для огляду всієї території.
Гравець зазвичай бачить ігровий світ згори, нерідко в ізометричній перспективі, в тривимірних RTS часто є можливість переміщувати камеру огляду: змінити кут огляду, приблизити чи віддалити камеру. Видимість поля бою симулюється «туманом війни», який приховує ворожі війська та споруди поза полем зору військ, але не обов'язково ландшафт, та виглядає як темрява чи затінення. Гравці можуть віддавати команди за допомогою миші, а також комбінацій клавіш. Деякі стратегії в реальному часі мають можливість керування з геймпада (Halo Wars, Command & Conquer 3 для Xbox 360).
Підконтрольні гравцям об'єкти називаються юнітами, хоча часто під цим словом розуміються лише будівельники і бійці, але не споруди. Гравець зазвичай починає гру в заздалегідь визначеному місці з кількома юнітами й невеликим запасом ресурсів, які передбачають будівництво споруд та замовлення робітників і бійців. Будівництво, як правило, здійснюється за ресурси, конкретні чи абстрактні, яких може бути декілька видів. Це здійснюється за короткий час, так зведення будівель займає від кількох секунд до кількох хвилин. Часто, але не завжди, гравець повинен побудувати конкретні структури, щоб розблокувати більш ефективні одиниці, така система має назву дерева технологій. Використовуючи війська і оборонні споруди, гравець здійснює бойові дії з метою знищення противника, чи виконання певної цілі, наприклад захоплення/знищення певного об'єкта.
RTS можуть мати ліміт на створення військ, певну кількість «очок населення», які можуть збільшуватися будівництвом спеціальних споруд. Чимало стратегій в реальному часі мають «героїв»  — сюжетних чи особливо сильних бойових одиниць, котрі з часом розвивають свої можливості.

## Історія жанру

### Зародження

Ігровий процес Dune II

Першою стратегією реального часу вважають гру 1983 року Stonkers для платформи ZX Spectrum. В ній гравець командував танками, піхотою і гарматами, боєзапас військ потрібно було поповнювати. Іноді першою грою жанру називають Utopia 1982 року, де ігровий процес відбувався покроково, але мав обмеження на 30 секунд. Archon 1983-го нагадувала шахи, проте мала більше поле, а фігури, зійшовшись на одній клітинці, вступали у двобій, який відбувався в реальному часі. Фігури володіли різними характеристиками і двома типами атаки.
В 1984 вийшла історична The Ancient Art of War від Brøderbund, в якій війська мали різну ефективність і вразливість проти інших за принципом «камінь-ножиці-папір». Ігровий процес поділявся окремо на бої та переміщення. Гра Herzog Zwei для Sega Genesis 1989-го мала основну і нейтральні бази, які слід було захоплювати. Гравець міг замовляти різні типи військ та давати їм програми дій, а сам мав втілення на полі бою у вигляді робота, що вмів як замовляти війська на базі, так і воювати сам.
Грою, яка остаточно визначила риси стратегії, стала Dune II (1992), яка ввела основні поняття майбутніх стратегій реального часу: збір ресурсів, спорудження бази за принципом дерева технологій, і керування військами, які відрізнялися для кожної з протиборчих сторін.

### Становлення основних рис RTS

Warcraft II: Tides of Darkness

Успіх Dune II надихнув розробників на створення ігор, які стали класичними: Warcraft (1994), Command & Conquer (1995), War Wind (1996), Dark Reign (1997), Total Annihilation (1997), Age of Empires (1997), StarCraft (1998), Empire Earth (2001), Stronghold (2001). Warcraft внесла до жанру різні завдання для сюжетних місій, окрім знищення противника, і рамку виділення, яка дозволяла виділяти одразу кілька бойових одиниць, а не по одній. Її продовження Warcraft II додало героїв, котрі переходили з місії в місію та мали кілька здібностей для боїв в різних ситуаціях. З виходом Command & Conquer в RTS з'явився насичений сюжет з відеовставками, створеними за участю живих акторів, а не з допомогою анімації. Ідеї Herzog Zwei знайшли розвиток у Total Annihilation. В ній відтворювалися масштабні бої на багатокілометрових місцевостях, а гравець мав втілення у вигляді меха, що будував споруди й сам міг воювати. Total Annihilation стала першою RTS, в якій застосовувалися тривимірні моделі, хоч і з фіксованим кутом огляду. Starcraft запропонувала кардинально різні протиборчі сторони, кожна з яких мала особливі війська та будівлі, а також тактики.

### Експерименти й розмиття меж жанру

StarCraft II: Legacy of the Void

У 2000-х розробники RTS покращували графіку і поєднували RTS з іншими жанрами. Homeword (1999) запровадила концепцію битв у космосі з переміщенням військ у всіх трьох вимірах. Ground Control (2000) стала першою тривимірною стратегією з графікою на рівні сучасних їй шутерів. Збір ресурсів було замінено контролем точок. Згодом ця ідея реалізовувалася в Warhammer 40000: Dawn of War (2004) і Company of Heroes (2006). В Perimeter (2004) від K-D Lab відбувся експеримент із впровадженням терраформінгу як засобу отримання ресурсів та одночасно способу наступу. Герої знищених імперій (2006) є прикладом поєднання RTS і RPG, де в рамках однієї гри можливо перемикатися між двома стилями, відповідно стратегії в реальному часі та рольової гри. Warhammer 40,000: Dawn of War II (2009) відмовилася від баз, концентруючись на боях, тоді як база слугувала лише для замовлення військ і була представлена єдиною спорудою. Command & Conquer 4: Tiberian Twilight (2010) застосовувала подібний підхід, не маючи класичної бази, натомість маючи техніку в одному екземплярі, яка слугує одночасно для створення військ, впровадження вдосконалень і ведення бойових дій.

### Сучасний стан
Біля 2010-х серед багатьох критиків утвердилася думка, що жанр себе вичерпав, чи навіть «помер». Однак стратегії в реальному часі продовжують виходити і здобувати популярність. Прикладами слугують StarCraft II (2010), R.U.S.E. (2010), Act Of Aggression (2015), Hegemony (2011). Виникли онлайн-RTS і багатокористувацькі MMORTS, такі як Company of Heroes Online (2010), Command & Conquer: Tiberium Alliances (2012).
Середина й кінець другої половини 2010-х позначилися ремастерами класичних RTS: Homeworld Remastered Collection (2015), Age of Empires: Definitive Edition і Age of Empires II: Definitive Edition (2018). Ця тенденція продовжилася з Warcraft III: Reforged (2020), Command & Conquer Remastered Collection (2020).
На думку Wired, занепад стратегій у реальному часі зумовлений тим, що вони погано монетизуються через мікротранзакції. Продавати внутрішньоігрові предмети за реальні гроші в іграх цього жанру незручно через порівняно велику кількість юнітів, для кожного з яких потрібно створити, наприклад, окреме альтернативне оформлення. Розвиток жанру можливий у полегшенні освоєння ігор та запровадження різноманітних змагальних режимів. Як зазначено в Cultured Vultures, класична формула стратегій в реальному часі жива і займає свою нішу, а ігри цього жанру придатні для реалізації в різній обстановці: науково-фантастичній, фентезійній або історичній, і ілюзія занепаду жанру полягає більше в тому, що він слабко змінюється, порівняно з іншими.

## Найвизначніші ігри
- Age of Empires II
- Dune II
- Warcraft
- StarCraft
- Command & Conquer
- Козаки
- The Settlers